# Canon EOS 800D
La Canon EOS 800D, venduta in America come EOS Rebel T7i e in Giappone come EOS Kiss X9i è una fotocamera reflex DSLR annunciata da Canon il 14 Febbraio 2017.. Nel mercato Italiano il prezzo di vendita del solo corpo è di € 980 mentre in abbinamento con l'obiettivo EF-S 18-55 IS STM f/4-5.6 il costo è di € 1079. La fotocamera è indirizzata a fotografi amatoriali.

## Caratteristiche
Confrontata con la 750D, sono state apportate importanti modifiche: 
- Nuovo sensore CMOS da 24.2 MegaPixel con Dual Pixel CMOS AF, al posto del Hybrid CMOS AF III.
- 45 punti AF a croce, al posto di 19
- Processore DIGIC 7, standard ISO 100-25600, H:51200 (DIGIC 6, ISO 100–12800, H:25600 su 750D)
- Scatto continuo ad alta velocità fino a 6 FPS
- Connessione Bluetooth con supporto al nuovo telecomando remoto BR-E1
- Registrazione video a 1080p @60 FPS
- Stabilizzazione elettronica dei filmati
- Supporto all'HDR e al Time Lapse
- 15 funzionalità personalizzabili
- Di default la 800D usa l'interfaccia grafica Canon standard ma, se desiderato, è possibile passare ad una nuova interfaccia grafica adatta ai principianti.